# BET Jams
BET Jams es un canal de televisión por suscripción estadounidense que transmite vídeos de música hip-hop y música urbana, anteriormente fue conocido como MTV Jams. Es operado por Paramount Media Networks, que es una filial de Paramount Global. Empezó sus transmisiones el 1 de mayo de 2002, sustituyendo a MTVX, el cual se dedicaba a la música rock.
BET Jams transmite vídeos musicales las 24 horas, casi sin publicidad. Las publicidades son de sus canales hermanos, y otros acontecimientos relativos a Viacom. Al igual que MTV Hits, BET Jams tiene su programación basada en MTV2 (transmite bloques de ocho horas, repitiéndose dos veces por día).

## Reacciones iniciales
El reemplazo de MTVX por MTV Jams fue criticado mucho por los admiradores de la música rock. La explicación que dio MTV Networks era que la población estadounidense prefería ver vídeos de música hip-hop y R&B, más que el rock que transmitían únicamente en MTVX.

## Programación
A partir del verano del 2004, MTV Jams le dio más variedad a su programación. Al igual que MTV Hits, MTV Jams empezó a transmitir vídeos de música más oscuros y vídeos más viejos.

### Maratones
De vez en cuando, MTV Jams transmite maratones especiales. Estas se transmiten, por lo normal, en las semanas festivas o en algunos fines de semana. Los maratones tienen vídeos ordenados alfabéticamente de la A a la Z.
Hubo maratones cortos en días como el “Día del Trabajo” de 2004. También hubo maratones enormes como el de las navidades de 2004, que contuvo más de 1100 vídeos distintos, empezó el día siguiente de la Navidad de 2004 y terminó varios días después del 1 de enero de 2005.
Del 20 al 30 de diciembre de 2009, MTV Jams transmitió una maratón que contuvo los mejores videos de música urbana de la década.

### Bloques temáticos
De tiempo en tiempo, MTV Jams también incluye vídeos temáticos especiales, por ejemplo de un artista específico, todo sobre el.
A finales de 2004. MTV Jams presentó todas las semanas un show llamado “Takeover” en el que invitaba a artistas a tener un día entero del canal. Algunos artistas que fueron: Usher, Kanye West, Lil’ Jon, Nelly, y Fat Joe.
Cada artista mostró sus vídeos favoritos, además de sus propios vídeos.
En marzo de 2005, MTV Jams invitó a 50 Cent a sus estudios a introducir sus vídeos de música, así como mostrar algunos de sus vídeos favoritos de la “Old School” (la vieja escuela). Él también habló sobre su álbum más reciente y sus inspiraciones musicales.

## Disponibilidad
En Estados Unidos se puede obtener el canal en las siguientes compañías de cable: DirecTV, Time Warner Cable, o Dish Networks.
En Chile estuvo disponible en VTR por la señal 313, en Perú por Telmex TV (servicio digital), en Colombia por UNE. En Argentina a partir de abril del 2007 por Cablevisión Digital y Multicanal en el canal 508 y a partir de agosto de 2009 por TeleCentro en el canal 609 (Actualmente se retiró de Telecentro y Cablevision, causas desconocidas). En Brasil por Telefónica TV Digital y en otras compañías de cable locales. En Bolivia por Tiempo de Multivisión (servicio digital) en La Paz y Santa Cruz.
En México se transmitía por sistema SKY en el canal 703, desde 1 de diciembre del 2006 hasta abril del 2008. Por Megacable en el canal 608 y por Cablemás en la mayoría de sus plazas. (En el canal 274)
En Venezuela estuvo disponible mediante el sistema de televisión digital de Inter (anteriormente llamada Intercable) en el canal 107.
En Ecuador por TV cable canal 275.
En Uruguay estuvo disponible por el sistema digital de TCC, Nuevo Siglo, Montecalbe y Punta Cable (Punta del Este)
MTV Latinoamérica buscó un reemplazo de MTV Jams! debido a la baja audiencia que el canal recibía por los televidentes. Al ya contar en América Latina con las señales europeas de MTV Live HD y VH1 Classic, Viacom International Media Networks The Americas optó por lanzar MTV Dance Europa (actualmente Club MTV Europa) en la región el 15 de diciembre de 2015.
- Datos: Q6718740